# Kristiánov (Heřmanice)
Kristiánov (deutsch Christiansau) ist eine Ortschaft der Gemeinde Heřmanice in Tschechien. Sie liegt sechs Kilometer südwestlich von Frýdlant an der Grenze zu Polen und gehört zum Okres Liberec.

## Geographie
Kristiánov befindet sich in den westlichen Ausläufern des Isergebirges. Die Streusiedlung erstreckt sich nordwestlich des Lípový vrch vom Tal der Oleška (Erlichtbach) bis ins Tal des Heřmanický potok (Floßbach). Nördlich erhebt sich der Mlýnský vrch (388 m), im Osten der Lípový vrch (409 m), südöstlich der Kančí vrch (Schwarzberg, 680 m) und der Špičák (Buschullersdorfer Spitzberg, 724 m) sowie im Südwesten der Lysý vrch (Kahleberg, 643 m).
Nachbarorte sind Kunratice im Norden, Dětřichov im Nordosten, Filipka im Südosten, Albrechtice u Frýdlantu und Vysoký im Süden, Horní Vítkov und Jasna Góra im Südwesten, Opolno Zdrój im Westen sowie Bogatynia und Markocice im Nordwesten.

## Geschichte
Christiansau entstand im Jahre 1780 mit 42 Parzellen auf den Fluren des parzellierten Hermsdorfer Meierhofes und wurde nach ihrem Gründer Christian Philipp Clam-Gallas benannt. Der größte Teil der Häuser wurde am linken Ufer des Erlichtbaches sowie im Tal des Floßbaches errichtet, eine weitere Häusergruppe entstand auf der Kuppe zwischen beiden Tälern am Standort des Meierhofes.
1832 bestand Christiansau aus 73 Häusern mit 395 deutschsprachigen Einwohnern. Haupterwerbsquelle bildete die Lohnweberei. Pfarrort war Dittersbach. Bis zur Mitte des 19. Jahrhunderts blieb Christiansau der Allodialherrschaft Friedland untertänig.
Nach der Aufhebung der Patrimonialherrschaften bildete Christiansau mit dem Ortsteil Hohenwald ab 1850 eine Gemeinde im Bunzlauer Kreis und Gerichtsbezirk Friedland. Ab 1868 gehörte das Dorf zum Bezirk Friedland.
Der tschechische Name Kristiánov wurde 1924 eingeführt. Im Ort gab es eine Schule, vier Gastwirtschaften, einen Laden sowie je einen Schreiner- und Malerbetrieb. Im Jahre 1930 lebten in der Gemeinde Christiansau mit Hohenwald 500 Personen. Nach dem Münchner Abkommen erfolgte 1938 die Angliederung an das Deutsche Reich; bis 1945 gehörte Christiansau zum Landkreis Friedland. Im Jahre 1939 hatte die Gemeinde 442 Einwohner. Nach dem Ende des Zweiten Weltkrieges kam Kristiánov zur Tschechoslowakei zurück, in den Jahren 1946 und 1947 wurden die meisten deutschböhmischen Bewohner vertrieben.
Die Wiederbesiedlung der abgelegenen Ortschaften Kristiánov und Vysoký gelang nur in geringem Umfang. 1952 wurden die beiden nur noch gering besiedelten Dörfer nach Heřmanice eingemeindet.
Mit Beginn des Jahres 1961 erfolgte die Eingemeindung nach Dětřichov, zugleich wurde das Dorf im Zuge der Auflösung des Okres Frýdlant dem Okres Liberec zugeordnet. Fast alle Häuser der verlassenen Ortslage am Heřmanický potok wurden in den 1960er Jahren abgerissen, so dass die Häuser an der Oleška zum neuen Ortskern wurden. Am 1. Januar 1986 wurde Kristiánov zusammen mit Dětřichov nach Frýdlant eingemeindet, dabei verlor das Dorf auch seinen Status als Ortsteil. Seit November 1990 ist Kristiánov eine Grundsiedlungseinheit der Gemeinde Heřmanice.

## Söhne und Töchter des Ortes
- Anton Schäfer (1868–1945), österreichischer und tschechischer Politiker und Gewerkschafter